# 個体
| 生命の階層 |            |
| 生態系     | ecosystem  |
| 生物群集   | community  |
| 個体群     | population |
| 個体       | individual |
| 器官       | organ      |
| 組織       | tissue     |
| 細胞       | cell       |
| 細胞小器官 | organelle  |
| 分子       | molecule   |
| その他     |            |
| 群体       | colony     |
| 定数群体   | coenobium  |

個体（こたい、英: individual）とは、生物として生存できる機能と構造を備えた生物体である。

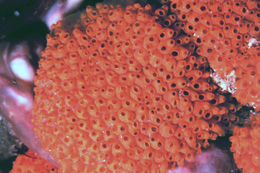
個体と群体 群体ボヤ Symplegma rubraの例 ホヤはヒトと同じ脊索動物門に属する動物である。入水口を一つずつ備える各個体は心臓と血管系をもつ。しかしながら、血管系は互いに接続されており、協調して動作する。

## 個体とは
個体は、ひとまとまりの生物体で、その中にその生物の生存を支える基本的構造が備わり、統一体としてふるまうものを指す。
ただし、例外は多い。生物が個体として認められることを個体性(英：individuality)というが、植物や菌類では個体性が認め難い場合がある。動物では比較的に個体性は明白であるが、群体を形成する場合などには、難しい場合が出てくる。

## その内容
生命の単位は細胞であると言われる。つまり、代謝・遺伝現象などの生命現象をあらわす最小の単位は細胞だというのである。
それと同様に、個体は生物の単位とも言える。我々が自然界で見かける具体的な生物は、個体としてその姿を現す。生物個体は、それぞれ独立にその生命を維持する。外部との物質のやり取りすなわち摂食、吸収、呼吸、代謝、排泄ないし排出を行い、外部からの刺激に対して主体的に反応し、それ自身で、あるいは他個体とのかかわりの中で子孫を作る、すなわち生殖を行う。
また、個体はその内部での活動が、個体全体としての活動を支えるべく、統一を取る仕組みや、内部環境を安定させるための、つまり恒常性を維持するための仕組みを備え、それによってまとまった一個体としての活動を行う。
生物個体は、その種に特徴的な形態と構造、生化学的および遺伝的な特性を持つ。その生物の生存と繁殖に最低必要な一連の器官を備え、あるいはそれを形成する能力を持つ。また、その種ごとに決まった形で生まれ、決まった形で発生の過程を経て、決まった形の成体となり、老化して死亡する。同じ種に属する生物個体において、これらの特徴には基本的に完全に一致するもの（例えば、動物の感覚器や手指の数など）と、ある程度のばらつきの範囲に分布するもの（体長や体重など）があり、後者に見られる個体ごとの差異は個体差と呼ばれる。生物の分類に際しては、新種記載の際には特定の個体をもってその種を代表させ、それに基づいて記載を行う。この対象となる個体のことをタイプ標本として保存し、分類群の基準とする。
ただし、どのような生物においても、個体が明確に定義できるかと言えば、大いに問題がある。身近なもので考えても、動物の個体は分かりやすいが、植物のそれは難しい。そのような観点から、個体を改めて定義しようとすれば、様々な困難な点が明らかになる。また、分類群によっても、そのあり方は大きく異なる。

## 形態学的観点から
生物個体は、それぞれに固有の形態と構造を持つ。すなわち、その体はそれぞれの部分で分化した細胞から構成され、それぞれの細胞は組織を形成し、それらは器官を構成し、それがまとまって個体を形作っている。
生物個体の構造は、その生物の生命を維持し、活動を可能にするに十分なものである。ただし、その成長の段階に応じて、活動しない部分や、未発達の部分があることも多い。それは生活史の各段階で、決まった発達を遂げ、あるいは生活環の各段階で決まった姿を取る。
体を構成する部分は単独のものもあれば複数あるものもある。その数は、動物では決まっていることが多いが、植物では決まっていない場合が多い。
ただし、同じ種であればすべての個体が同じな訳ではない。環境による、あるいは遺伝形質による個体変異があり、生物によっては性差があり、相変異など、多形を表す現象もさまざまである。また、世代交代を行うものもある。いずれにせよ、各時期の生物個体は、それぞれの時期に応じて、生命活動に必要な特定の構造を持っている。
しかしながら、例外も多い。必要そうな器官が消失する例は、例えば群体性の生物で、個体間に分化が見られる場合などに見られる。また、数が決まっているはずの部分が重複する例は、たとえばいわゆるシャム双生児のような重複奇形の場合がある。

## 生理的な面から
基本的な生命活動、たとえば呼吸や、物質合成、エネルギー代謝、遺伝情報の複製などは細胞ごとに行われている。個体としては、細胞ごとの活動を維持し、それを全体としてまとめる働きが必要となる。
具体的な内容としては、細胞間での栄養分や老廃物のやり取り、それらの摂取や排出の取りまとめがそのひとつである。これは、動物の場合には消化系や排出系などの器官があるが、それらの間を橋渡しするのが循環系の役割である。植物の場合には維管束系がその役割を果たす。
もう一つは、体内の各部分の働きを調節し、外部や内部からの刺激に対して適切に反応するための、情報伝達の仕組みである。動物の場合、これは神経系と内分泌系の二つによって実現されている。植物の場合、ホルモンがこの役割を果たしているが、詳細はいまだに十分に解明されていない。
動物、植物以外の生物においては、これらの仕組みは明快ではなく、特定の器官や組織などを見いだしがたい。菌類においては、細胞間に連絡があり、物質や核などが行き来することが示されている。変形菌の変形体においては、非常に速度の早い原形質流動が、往復運動を行うことが知られているが、これは変形体全体での物質の移動を可能にするためであるとも考えられる。
なお、動物では神経系が内分泌系をも支配する傾向がある。また、高等な動物ほど神経系の前方にまとまった脳が形成され、機能が集中する傾向がある。特に脊椎動物はその傾向が強い。このため、このような動物では頭が個体全体を代表する立場を取る。脳死をもって人の死と見なすのもここに係わるものである。

## 生殖の観点から
生殖は新しい個体を形成することである。
生命現象のうちで、細胞単位では説明できないのが生殖である。単細胞生物では細胞の増加が個体の増加につながるが、多細胞生物では必ずしもそうでない。特定の細胞による、特定部分での細胞分裂と分化によってしか個体の増加は起こらないからである。そのような部分は生殖器官と呼ばれ、その細胞は生殖細胞と言われる。有性生殖においては、配偶子と呼ばれる特定の細胞が、言わば個体を代表して生殖に与かる。無性生殖の場合、体細胞の一部が、言わば個体発生を再現することで新たな個体を形成する。

## 遺伝学的観点から
一つの個体は、一つの生殖細胞から、体細胞分裂によって細胞数を増やして生まれたものであるから、一つの個体を形成するすべての細胞は、同一の遺伝情報を持つ。ただし、さまざまな例外がある。免疫に関する情報が書き戻される例、レトロウイルスの感染などはセントラルドグマの逆流である。また、体細胞分裂が不等に行われた場合や、DNA合成時のアクシデントなどによる、細胞レベルの突然変異も起こり得る。その場合、体組織の一部に異常を生じる場合や、ガン化する可能性も考えられる。生殖細胞に突然変異が生じた場合のみ、子孫にその形質が現れる。
体内において生じた異質な遺伝情報を持った細胞が体内に混在する状態をモザイクと言う。昆虫では、体の左右で性別が異なる雌雄モザイクという現象を示す個体がまれに発見され、話題となることがある。これに対し、外部から異質な細胞が導入され、その結果として個体内に遺伝情報を異にする細胞が交じる状態が生じたものをキメラという。
同一個体内の細胞は、原則的に同一の遺伝情報を持つが、逆は成立しない。無性生殖があり得るからである。しかし、体細胞分裂の回数にはある限界があるという考えがある。ゾウリムシなどでもそのようなことが言われるし、哺乳類のクローンに関しても、全くの新生児とは考えられないというものもある。それらは染色体にあるテロメアのふるまいにかかわる現象ともいわれ、これが個体の寿命に関して何等かの役割を演じている可能性が指摘されている。

## 分類群による違い

### 動物の場合
動物の場合、たいていは個体性が明確である。それぞれの個体は明確な形を持ち、消化器官・循環系・排出系等の器官系を体内に備える。いわゆる個体の概念は、このような動物のあり方から生まれたのはまず間違いのないところである。ただし、すべてがそういう訳ではない。
例えば、社会性昆虫では、形態的には個体性は明確だが、個々の個体はその生活を社会に依存し、独立した生活は考えにくい。これをもって個体性が不明確だという訳には行かないが、少なくとも、生存上の単位として社会を考えない訳には行かない。
群体を形成するものでは、この問題がさらに重要になる。そこでは、形態上の個体性も失われる場合があり、管クラゲなどでは摂食のための個体と生殖のための個体の分化も見られ、個体が群体の中の器官と化している。ただし、詳細に見れば、各個体を区別することは多くの場合は可能ではある。

### 植物の場合
植物界の生物では、個体のあり方は動物とは大いに異なる。そもそも植物界の生物では、細胞を既存の体の外側に積み重ねることで成長が行われる。その結果、その形は成長に連れて積み上げ式に変化し、もとの体そのものは失われている。その点、同一の体の中で細胞の入れ替えを行う動物では個体の同一性が把握し易い。
一応は植物においても個体を区別できる。地下に根を広げ、地表に茎を伸ばし、葉をつけ、生殖器官を作るひとまとまり、より具体的には根元が共通の茎を持つものを一個体とみなせばよい。ただし、それが通用しない事例が多い。
植物の場合、成長点を頂点として、それに続く一連の同化器官を含む枝が形態的な単位として全体を構成している。それが一つしかないような、単一の茎の先に同化器官や花を、基部に根をもつものであれば、これを個体として認識するのは当然であり、そのような体をもつものもある。しかし、多くの植物においては一つの茎に複数の成長点があり、それぞれに植物体の単位と見なせる構造を備える。そのうち一つだけが活動している場合でも、他の芽が動き始める可能性がある。複数の芽が動いていれば、つまり複数の枝があれば、それだけ構造の単位が複数あることになる。それが根元から離れた部分であれば、基部の同一性は確保できるが、根元から枝が出れば、これを同一個体と見なす根拠は危うくなる。実際、そのような状態で、その枝から根が出れば、これをたやすく切り離して独立させることができる。いわゆる株分けである。
このように、植物においてはごく簡単に無性生殖によって株数が増えるものが多い。その結果、同じ遺伝子を持つ、いわゆるクローンが一つのかたまりとなって生存するものが多い。この場合、個々には個体と判断できるが、本来は同一個体であったものがひとまとまりに生活している。無性生殖で増えたのであるから、別の個体と考えることに何等問題はないが、匍匐茎などによって連絡が続いている場合もある。また、タケのように一つのコロニーが一度に開花して枯死する例など、コロニー全体を一つの個体と見た方がよいかもしれない例もある。

### 菌類の場合
菌類は一般に菌糸からその体が構成される。この場合、植物以上に個体の区分は難しい。キノコのような子実体は見かけ上は個体であるかのように見えるが、実際には生殖器官であるに過ぎず、その下に栄養体が隠れている。その栄養体は菌糸という、個々に独立した活動が可能な糸状態の集積である。かといって菌糸を個体と見なすのもおかしい。大型のキノコは、多数の菌糸が集まった状態から作られるし、それを支える栄養菌糸も、大きなものが求められるからである。他方、コロニー全体を個体と見なす考えはあり得る。しかし、断裂を起しやすく、まとまりがあるとは言えない。
菌類の形として、酵母という単細胞の姿を取るものもある。この場合、個々の細胞を個体と見なすことも可能であるが、菌糸の場合との整合性に問題が感じられる。
個々の菌類について考えれば、ツボカビ類には胞子のうを一つしか作らない単心性のものがあり、この場合には個体が明確である。また、接合菌類のトリコミケス類、子のう菌類のラブールベニア類なども個体が判別できる例である。

### 粘菌類の場合
粘菌類は、個体の概念に問題を投げかける点が多い。
粘菌類の多核体の変形体は、変形しつつ移動し、微生物などの餌を漁る。この時点では変形体が一つの個体と考え得る。分裂させれば簡単に増えることもできるが、それはまあ例がないことではない。しかし、子実体を形成する際、多くのものでは、変形体が細分して、小さな子実体の集まりの形になる。朽ち木の表面にずらりと並んだ子実体の群れは、単一の変形体に由来するから、これらをまとめて一個体と見なすべきかもしれないが、それらの間の連絡は全く存在しない。ただし、子実体は栄養活動を全く行わない。
細胞性粘菌の場合には、これとは逆の現象がある。栄養体は単細胞のアメーバ状体で、細胞分裂によって増殖する。これを個体と見なすのはたやすい。しかし、子実体を形成する際、単細胞アメーバが集合して一つのかたまりとなる。その結果、明らかな形を持つ多細胞の子実体ができるが、これは多数個体のアメーバに由来する。そこで、単細胞アメーバを個体と見なし、集合する事を社会的性質と見なし、この類を「社会性アメーバ」ということもある。

### 藻類その他原生生物・原核生物の場合
多細胞藻類の場合、その内容はほぼ植物と同じである。
単細胞生物の場合には、細胞が個体を構成すると見ることが可能ではある。藻類や原生動物の場合には、この見方でよいと思われる。細菌類の場合、連鎖するものや固まりになるものなど、特定の構造を作る場合があり、むしろそちらを単位と見なした方がよいと思われるものもある。
やっかいなのが細胞群体を形成するものである。ボルボックス目のものは、鞭毛藻類が多数集まった姿で、繁殖はそれぞれの細胞が新しい群体を形成する形で行われる。これは個々の細胞が生殖の単位となっているので、細胞を個体と見ることもできるが、必ず一定数の細胞で動くから、群体を個体と見ることもできる。その中でボルボックスは、生殖細胞が分化しており、群体がはっきりと個体としての性質を示すと言える。しかし、もっとやっかいなのがクンショウモ類である。これも一定数の細胞が集まって群体を形成するものであるが、運動性がないだけに、群体を個体と見なすのに何の問題もないように感じられる。ところが、群体が増える際、親群体の個々の細胞が分裂する点はともかく、これが細胞内で一旦は遊走子の形を取ってしまう。その後、それらが集まって群体ができる。一般に生殖細胞は新しい個体の始まりと考えられる。ところが、ここではひとまず複数の生殖細胞が形成された後、改めてそれらが集まって群体ができるというのは、他の生物と比較した場合、全く奇妙である。細胞性粘菌の集合にやや似なくもない。いずれにせよ、個体性を考える場合には大きな問題となろう。

## 命のありか
生物と非生物の違いを我々は命（あるいは生命）という言葉で呼んでいる。生物個体が生命活動をやめて、生きた状態に戻らなくなることを「死んだ」と言い、「命を失った」と見なし、それが非可逆な現象であることを知っている。
さて、この命を守る仕組みが我々の体内にあるので、これを解明するために多くの努力が払われた。古くは哲学が、後には医学や博物学、近年では生物学がこれを行なっている。その結果、まず生物、特に動物の体内には生命を支えるための組織や器官があって、それぞれが特定の働きを成していることが明らかになった。たとえばハーヴェイの血液循環の発見などは、その代表的なものである。
ところが、この探求に顕微鏡が導入されるや、生物体は細胞から構成されていることが明らかになった（細胞説）。そしてそれをさらに追求する中で、細胞が生命現象をあらわすこと、つまり細胞が生命を持っているのだとの認識が成立した。言い換えれば、個体の命を支える仕組みとしての細胞があるのではなく、命を持つ細胞の集まりであるからこそ、個体は生きている、ということになったのである。細胞培養などの手法は、個体を離れた細胞の生命があり得ることをも示している（その細胞が個体の中にあった状態を完全に保っているかどうかには議論の余地があるが）。
他方、個体を構成する細胞の命が、個体の命に直結する訳でもない。例えば、ヒトが指を一本失った程度では命に別条はない。また、発生の段階などでは特定の細胞を自殺させる仕組みが存在することが知られている（アポトーシス）。つまり、細胞の命とは別に個体にも命があるわけで、それは場合によっては細胞の命を従属させる。
個体の生命は、もちろん細胞の生命抜きには考えられないが、個体としての統一性が失われれば、個々の細胞の生存も維持できない。つまり個体の統一性を維持する仕組みが個体の生命と直結している。具体的には先に述べたように循環系と神経系、特に循環系ではポンプの役割を持つ心臓が、神経系では機能が集中した脳が重要なわけである。古くから心臓の鼓動を生命活動の有無の判断に用いたのは当然と言える。現在では、その心臓の活動をも統括する脳の機能を優先するべきだとの判断がなされている（脳死）が、議論は続いている。